# مايكل كول
مايكل شون كولتارد (بالإنجليزية: Michael Cole)‏ (8 ديسمبر 1966) المعروف بـ مايكل كول هو صحفي الأخبار السابقة ومعلق أمريكي في مصارعة دبليو دبليو آي(wwe)،التي تظهر على جميع البرامج الرئيسية (راو، ان إكس تي، سماكداون، والعروض الشهرية)

## الحياة والوظيفة
كولتارد بدأ حياته المهنية في وسائل الإعلام كصحفي، والعمل لراديو سي بي أس. وكان أول مهمة رفيعة المستوى كان لتغطية فشل الحملة الأمريكية 1988 الرئاسية لمرشح الحزب الديموقراطي مايكل دوكاكيس. وفي عام 1992، قدم تقريرا عن الحملة الرئاسية لبيل كلينتون. كولتارد تغطية الحصار 51 يوما في مجمع برانش دافيديان في واكو، تكساس عام 1993. قضى تسعة أشهر في تغطية أخبار الحرب اليوغسلافية. وفي عام 1995، اختير أيضا لتغطية تداعيات تفجير أوكلاهوما سيتي. وقال إنه عاد إلى الحملة الانتخابية الرئاسية في 1996 لتغطية حملات فاشلة من ستيف فوربس والسناتور بوب دول.

## اتحاد المصارعة العالمية/ترفيه(1997 إلى الوقت الحاضر)
جاء كولتارد إلى الاتحاد العالمي للمصارعة في منتصف عام 1997، وبدأ باستخدام اسم «مايكل كول». وأصبح المضيف لعرض لايف واير جنبا إلى جنب مع جيم كورنيت باعتبار أن المقابلة وراء الكواليس.

## روابط خارجية
- مايكل كول على موقع IMDb (الإنجليزية)
- مايكل كول على موقع إن إن دي بي (الإنجليزية)
- مايكل كول على موقع قاعدة بيانات الفيلم (الإنجليزية)
- مايكل كول على موقع دبليو دبليو إي (الإنجليزية)
- مايكل كول على موقع WrestlingData.com (الإنجليزية)
- مايكل كول على موقع CageMatch worker (الإنجليزية)
- مايكل كول على موقع قاعدة بيانات المصارعة على الإنترنت (الإنجليزية)
- مايكل كول على موقع عالم المصارعة على الإنترنت (الإنجليزية)
- مايكل كول على موقع عالم المصارعة على الإنترنت (الإنجليزية)